# Johan Möller (diplomat)
Johan Möller, död 20 augusti 1632, var en svensk handelsman och diplomat till Moskva.

## Biografi
Mycket lite är känt om Johan Möllers liv innan han kom i svensk tjänst, han anges dock ha varit född i Riga och blev vid stadens erövring 1621 svensk undersåte. Han hade tidigare varit handelsman men till följd av Gustav II Adolfs livländska krig fick han svårigheter att försörja sig på handel i det egna landet. Från 1622 arrenderade han Henrik Flemings gods Isenhof något som kom att leda till omfattande rättsprocesser. I samband med ett besök i Stockholm 1622 tillsammans med köpmannen Bogislaus Rose fick han kungens fullmakt att anlägga aske-, beck- och tjärbrännerier på kronans skogar i Finland, Ingermanland, Estland och Livland. Enligt kontraktet skulle de få rätt att driva verksamheten under fem år, varvid 25 procent av vinsten skulle tillfalla kronan. De åtog sig även att sysselsätta 300 avdankade soldater mot dessas uppehälle. Jakob De la Gardie trädde in som bolagsman. Verksamheten fick dock inte någon större omfattning och upphörde efter en tid, Johan Möller rapporterade till Axel Oxenstierna att arbetarna rymde eller togs ut till krigstjänst så att arbetet inte gick att upprätthållas. Johan Möller erhöll en donation i Koporje län och lät anlägga en sätesgård med namnet Lilljenhagen (senare Könets) här. 
Genom sina kunskaper i ryska ansågs Möller lämplig för diplomatiska uppdrag. 1630 kallades han till Stockholm varifrån han sändes till Archangelsk för att bevaka utskeppningen av rysk spannmål som svenska kronan köpt upp i Ryssland. Han begav sig därefter till Moskva för att undersöka det politiska läget och begav sig därefter till Elbing, där den svenske kungen befann sig för att rapportera till honom. För sina insatser adlades han i februari 1631. 
Möller sändes därefter åter till Moskva, där han bland annat arbetade för att tränga undan Nederländerna från handeln med den ryska spannmålen. Han fick även presentera ett förslag på att vapen från Sverige skulle fungera som delbetalning för den ryska rågen, och att låta Ryssland värva en armé i Nordtyskland för att använda i ett förestående krig mot Polen. Planerna rann dock ut i sanden på grund av Gustav II Adolfs död. Själv avled även Johan Möller kort före kungen i augusti 1632 och begravdes i Moskva. 
Hans verksamhet som svensk officiell representant i Ryssland övertogs av hans hustru Catharina Stopia, som har kallats Sveriges första kvinnliga diplomat.
Hans son Arent Möller blev senare landshövding i Narva län.